# Xavier Vives i Torrents
Xavier Vives (Barcelona, 23 de gener de 1955) és un economista català considerat com una de les figures principals en el camp de l'economia industrial i, en general, la microeconomia. És Catedràtic de Regulació, Competencia i Polítiques Públiques i director acadèmic del Public-Private Sector Research Center de l'IESE Business School a Barcelona.

## Biografia
Després d'obtenir la seva llicenciatura de la Universitat Autònoma de Barcelona (UAB), es va doctorar a la Universitat de Berkeley, sota la supervisió de Gérard Debreu, i va començar la seva carrera a la Universitat de Pennsilvània com a professor. El 1987 va retornar a Espanya, on va dirigir durant deu anys l'Institut d'Anàlisi Econòmica (CSIC) en la dècada dels anys 90. El 2001 es va incorporar a l'escola de negocis INSEAD a París i el 2005 va retornar a Barcelona amb una càtedra d'investigació d'ICREA-UPF (Universitat Pompeu Fabra). També ha impartit classes a la UAB i ha estat professor visitant a la Universitat Harvard, la Universitat de Califòrnia a Berkeley i la Universitat de Nova York (amb la càtedra Rey Juan Carlos I). Director del Programa d'Organització Industrial del Centre for Economic Policy Research (CEPR) durant 1991-1997. Ha estat director de l'International Journal of Industrial Organization, durant 1993-1997, director del European Economic Review (1998-2002) i del Journal of the European Economic Association (2003-2008). Actualment és editor del Journal of Economic Theory i coeditor del Journal of Economics and Management Strategy. Ha participat àmpliament en el debat de política econòmica a Europa amb contribucions a un nombre considerable d'informes publicats pel CEPR i pel CESifo, així com articles d'opinió al Financial Times, The Wall Street Journal i El País. És columnista regular a La Vanguardia. De 2011 a 2014 fou Conseller Especial del Vicepresident de la Comissió Europea i Comissari de Competència, J. Almunia. A Catalunya, ha participat en diverses comissions oficials de disseny de plans industrials i universitaris, i fou membre del Consell Assessor per la Reactivació Econòmica i Creixement (CAREC) del 2011 al 2014.

## Contribucions a la investigació
La investigació del professor Vives se centra en la microeconomia i comprèn des de l'economia industrial, l'economia de la informació, i la teoria de jocs fins a la banca i les finances. Les seves contribucions es van iniciar amb investigacions seminals en la teoria de l'oligopoli i l'estudi de la competència en preus i quantitats proporcionant models canònics i resultats en la formació dels preus i la competitivitat. La investigació s'estén a la interacció entre la informació privada i el comportament estratègic amb un estudi primerenc sobre l'intercanvi d'informació entre empreses.Aquesta investigació ha servit com a base per a extensos desenvolupaments teòrics i aplicats a l'organització industrial i al comerç internacional entre altres camps, així com per a la política de la competència. Va aplicar de forma pionera mètodes de teoria de reticles per analitzar jocs de complementarietats estratègiques (o jocs super-modulars), i en general, les complementarietats en economia. La seva contribució va obrir les portes a nombroses aplicacions en una àmplia gamma de camps com la macroeconomia i les finances. Ha estudiat les economies amb informació incompleta i els mecanismes d'agregació i transmissió d'informació en els mercats i l'aprenentatge mitjançant la formalització de les idees de Hayek. Aquests estudis proporcionen un pont entre la teoria de les expectatives racionals i la literatura sobre l'efecte ramat., i s'ha aplicat a l'estudi de la dinàmica dels preus d'actius Per acabar, el professor Vives ha contribuït a l'estudi de la competència i regulació en la banca i de l'estabilitat financera amb investigacions que tenen implicacions per a la comprensió de la crisi financera i la integració financera europea.

## Llibres
- Oligopoly Pricing: Old Ideas and New Tools (MIT Press, 1999).
- Information and Learning in Markets: the Impact of Market Microstructure (Princeton University Press, 2008).
- Competition and Stability in Banking: The Role of Regulation and Competition Policy (Princeton University Press, 2016).

## Premis i distincions
Vives és Fellow de l'Econometric Society des de 1992, de l'European Academy of Sciences and Arts des de 2002, de l'European Economic Association des de 2004, de l'Asociación Española de Economía des de 2010, de l'Institut d'Estudis Catalans des de 2011 i de l'Academia Europaea des de 2012. Ha rebut diversos premis d'investigació a Espanya, entre ells el Premio Rey Jaime I de Economía el 2013, el premi de la Societat Catalana d'Economia el 1996 i el Premi Catalunya d'Economia el 2005. El 2008 se li va concedir la beca European Research Council Advanced Grant, i el 2015 la Wim Duisenberg Fellowship del Banc Central Europeu. Des del 2014 és membre de l'European Research Council Identification Committee. President d'EARIE (European Association for Research in Industrial Economics) pel període 2016-2018.